# Pelléas et Mélisande (Fauré)
Pelléas et Mélisande, musiche di scena scritte nel 1898 da Gabriel Fauré per una rappresentazione in lingua inglese a Londra del Pelléas et Mélisande di Maurice Maeterlinck.
Molto diversa dall'omonima opera di Debussy, la composizione di Fauré (op. 80) è incentrata sul personaggio di Mélisande.
Da notare la "Chanson de Mélisande", di rara esecuzione e spesso assente in molte pubblicazioni, e la Sicilienne, di ben più ampia diffusione.
Una suite sinfonica fu pubblicata nel 1900 ed eseguita per la prima volta nel 1901.
Composizione della suite:
1. Prélude - Quasi adagio
2. Fileuse - Andantino quasi allegretto
3. Chanson de Mélisande
4. Sicilienne - Allegretto molto moderato
5. La Mort de Mélisande - Molto adagio